# Canal d'Assinie
Canal d'Assinie är en kanal i Elfenbenskusten. Den ligger i distriktet Comoé, i den sydöstra delen av landet, 250 km sydost om huvudstaden Yamoussoukro. Den förbinder Grand-Bassam med lagune d'Assinie och indirekt lagune Aby, och stod klar efter andra världskriget.